# Tortella tortuloides
Tortella tortuloides là một loài Rêu trong họ Pottiaceae. Loài này được (Sull. & Lesq.) Broth. miêu tả khoa học đầu tiên năm 1902.